# The Art of Noise
The Art of Noise was een Britse avant-garde popgroep.

## Geschiedenis
De groep werd opgericht in 1983 door producer Trevor Horn en muziekjournalist Paul Morley, bijgestaan door sessie- en studiomusici Anne Dudley, J.J. Jeczalik en Gary Langan, tevens componisten en producers. De band maakte op innovatieve wijze gebruik van elektronica en computers in de popmuziek en in het bijzonder de kunst van het samplen. Ze hadden goed geluisterd naar Kraftwerk, dat op dit gebied succesvol pionierde, maar hun muziek maakte meer gebruik van meer natuurlijke geluiden uit de omgeving, behalve gitaren en synthesizers ook voetstappen en autoclaxons. De bekendste nummers van The Art Noise zijn Paranoimia (featuring Max Headroom), Moments in Love en Kiss featuring Tom Jones. The Art of Noise wordt ingedeeld als new wave, avant-garde en synthpop, met later wat meer invloeden uit de house. De naam van de groep refereert aan een essay van de futurist Luigi Russolo, L'arte dei rumori, uit 1913.

## Discografie

### Albums
| Album met eventuele hitnotering(en) in de Nederlandse Album Top 100 | Datum van verschijnen | Datum van binnenkomst | Hoogste positie | Aantal weken | Opmerkingen |
| ------------------------------------------------------------------- | --------------------- | --------------------- | --------------- | ------------ | ----------- |
| In Visible Silence                                                  | 1986                  | 03-05-1986            | 18              | 24           |             |
| (Who's Afraid of?) the Art of Noise!                                | 1987                  | 04-04-1987            | 30              | 14           |             |
| In No Sense? Nonsense!                                              | 1987                  | 10-10-1987            | 51              | 2            |             |
| Below the Waste                                                     | 1989                  | 21-10-1989            | 86              | 3            |             |
| The Ambient Collection                                              | 1990                  | 14-07-1990            | 76              | 5            | Remix Album |

### Overige albums
- 1983 - Into Battle with the Art of Noise, mini-album
- 1999 - The Seduction of Claude Debussy

### Compilatie- en remixalbums
- 1985 - Daft
- 1987 - Re-works of Art of Noise
- 1988 - The Best of the Art of Noise
- 1991 - The FON Mixes
- 1992 - The Best of the Art of Noise
- 1996 - The Drum and Bass Collection
- 1999 - Belief System / Bashful / An Extra Pulse of Beauty
- 2000 - Reduction
- 2003 - The Abduction of the Art of Noise
- 2004 - Reconstructed
- 2006 - And What Have You Done with My Body, God?, boxset met 4 cd's
- 2010 - Influence, dubbel-cd met hits, B-kantjes en albumtracks

### Singles
| Single met eventuele hitnotering(en) in de Nederlandse Top 40 | Datum van verschijnen | Datum van binnenkomst | Hoogste positie | Aantal weken | Opmerkingen                 |
| ------------------------------------------------------------- | --------------------- | --------------------- | --------------- | ------------ | --------------------------- |
| Paranoimia                                                    | 1986                  | 16-08-1986            | 11              | 9            | met Max Headroom            |
| Moments in Love                                               | 1985                  | 18-04-1987            | 10              | 7            |                             |
| Kiss                                                          | 1988                  | 05-11-1988            | 5               | 10           | met Tom Jones / Alarmschijf |

### Overige singles
- 1983 - Beat Box
- 1984 - Close (to the Edit)
- 1985 - Legs
- 1986 - Peter Gunn met Duane Eddy, winnaar van de Grammy Award voor de "Best Instrumental Rock Performance" in 1987
- 1987 - Dragnet
- 1989 - Yebo! met Mahlathini en Mahotella Queens
- 1998 - Dreaming in Colour
- 1999 - Metaforce met Rakim

### NPO Radio 2 Top 2000
Van The Art of Noise stond alleen Kiss (met Tom Jones) in 1999 in de NPO Radio 2 Top 2000, op plek 1558.